# コトブス

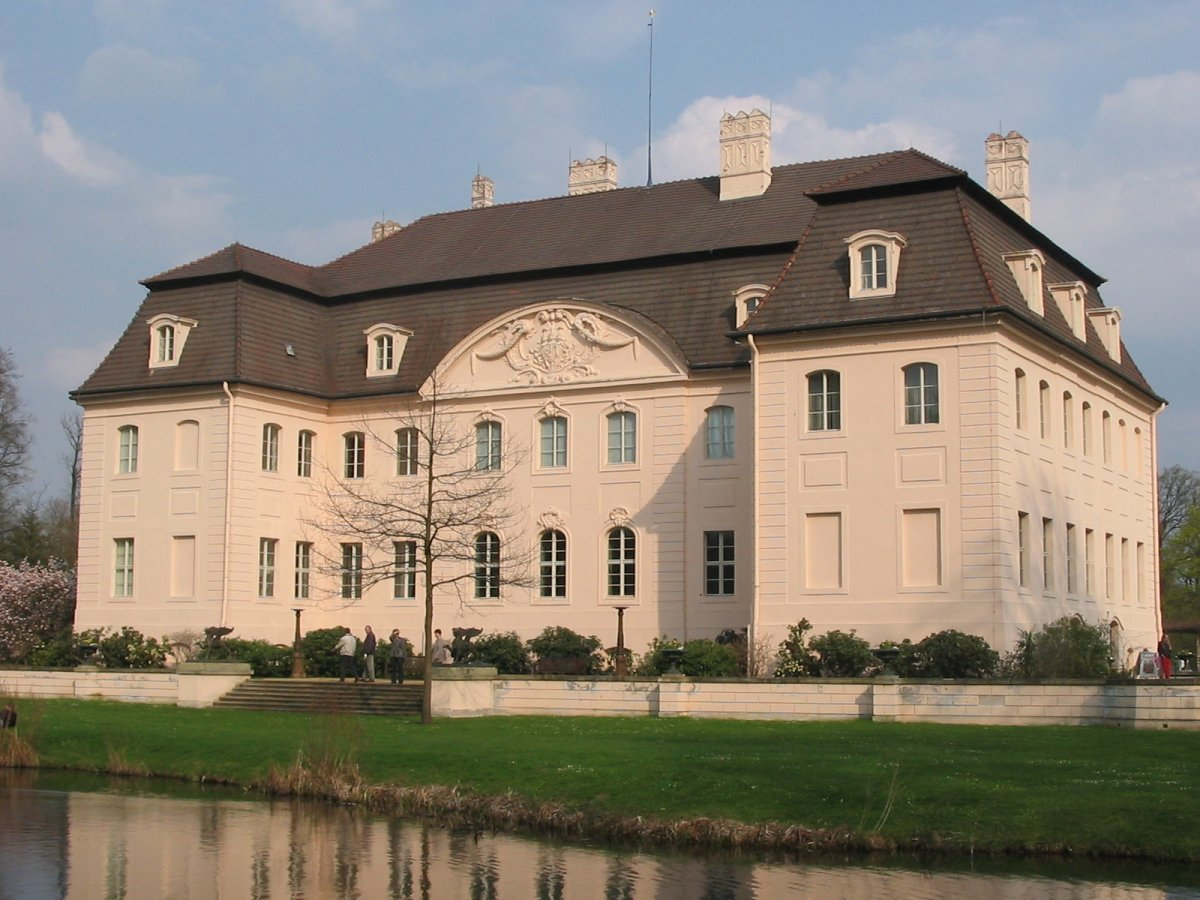
ブラニッツ城

コトブス (ドイツ語: Cottbus, 低地ソルブ語: Chóśebuz) は、ドイツのブランデンブルク州の都市。コットブスとも表記される。郡独立市であり、州内では州都ポツダムに続いて二番目に大きい。人口は約10万人である。

## 地勢・産業
シュプレー川沿いに位置する工業都市であり、ポーランドとの国境まで20kmほどである。近隣の都市としては、約65km北にフランクフルト (オーダー)、約90km南西にドレスデン、約100km北西にベルリンが位置している。歴史的にはラウジッツ地方の都市である。

## 民族
コトブスには、ドイツ人だけでなくスラヴ系のソルブ人も居住している。そのため、街の標識がドイツ語と低地ソルブ語で併記されることもある。街のヴェント博物館に様々な展示がある。

## 歴史
10世紀、シュプレー川の中州にソルブ人（ヴェンド人）が居住地を築いたのが起源とされる。13世紀以降、ドイツ人の東方植民が進展する中で、ドイツ人もこの地に住むようになった。

## 交通
- コトブス市電

## スポーツ
エネルギー・コトブス（FC Energie Cottbus）が、コトブスを本拠地とするサッカークラブである。東西ドイツ統一後、サッカー・ブンデスリーガ1部に在籍したことがある数少ない旧東ドイツクラブの一つである。2003年にブンデスリーガ2部に降格したが、2006年に1部に復帰することが決まった。なお2010年から2011年にかけて相馬崇人が在籍していた。

## 姉妹都市
9つの都市と姉妹都市提携をしている。
- モントルイユ （フランス）1959年
- グロッセート（イタリア）1967年
- リペツク（ロシア）1974年
- ジェロナ・グラ（ポーランド）1975年
- トゥルゴヴィシテ（ドイツ語版）（ブルガリア）1975年
- コシツェ（スロバキア）1978年
- ザールブリュッケン（ドイツ）1987年
- ゲルゼンキルヒェン（ドイツ）1995年
- ナニートン・アンド・ベッドワース（英語版）（イギリス）1999年

## コトブス出身の著名人
- ガブリエレ・ラインシュ - 陸上競技選手
- ロバート・ハルティング - 陸上競技選手
- クリストフ・ハルティング - 陸上競技選手、ロバートの弟[3][4]
- トニー・マルティン - 自転車競技選手